# Клаудія Рот
Клаудія Бенедикта Рот (нім. Claudia Benedikta Roth; нар. 15 травня 1955, Ульм, Баден-Вюртемберг) — німецький політик, з 2004 по 2013 співголова партії «
Союз 90/Зелені».

## Біографія
Мати Клаудії була вчителькою, а тато працював стоматологом. Батьки Клаудії були католиками, проте згодом вийшли з лона церкви через низку ідеологічних переконань. Після закінчення гімназії Клаудія хотіла здобути освіту та працювати в театральній сфері. Для цього вона вирушає до Мюнхена, але провчившись два семестри, кидає навчання. Після цього Клаудія недовго працює в театрах Меммінгена, Дортмунда, Унна. У 1982—1984 роках Рот була менеджером рок-групи Ton Steine Scherben.

## Політична діяльність
У 1971—1990 роках Клаудія Рот була членом «Молодих демократів». У 1985—1989 роках Рот працювала прес-секретарем парламентської групи зелених. У 1987 році Клаудія Рот вступила до партії Зелених. У 1989—1998 роках Клаудія Рот була депутатом Європейського парламенту і в 1994—1998 роках очолювала фракцію зелених. Рот працювала в Європарламенті у комітеті із внутрішніх справ та громадянських свобод і у комітеті із закордонних справ. Крім того, вона була віце-президентом парламентського комітету Туреччини-ЄС. 1994 року парламент прийняв її пропозицію про визнання рівних прав для гомосексуалів. Іншим завданням її роботи була боротьба за права курдської меншини в Туреччині.
У 1998 році Клаудія Рот вперше була обрана до бундестагу, де обіймала посаду голови комітету з прав людини та гуманітарної допомоги.
2001 року Клаудія Рот була обрана співголовою Партії зелених і передала свій депутатський мандат Геральду Хефнеру. У 2002 році Рот знову входить до складу Бундестагу, де працює в комітеті із закордонних справ та підкомітеті з Організації Об'єднаних Націй.
З березня 2003 до жовтня 2004 року Рот була уповноваженим представником федерального уряду з прав людини та гуманітарної допомоги при другому кабінеті Герхарда Шредера.
23 травня 2003 року пройшов партійний референдум щодо можливості поєднувати посади співголови партії та депутата бундестагу. Більшість учасників референдуму висловилася за те, щоби дозволити співголові партії мати депутатський мандат. У жовтні 2004 року Клаудія Рот з результатом 77,8 % голосів була переобрана на посаді співголови партії Союз 90/Зелені. Рот була переобрана 2 грудня 2006 з результатом 66 %, 15 листопада 2008 з результатом 82,7 % і 20 листопада 2010 з результатом 79,3 % голосів. Клаудія Рот — абсолютний рекордсмен серед співголов партії Союз 90/зелені за часом керівництва нею.
Клаудія Рот також відома своєю особистою участю у демонстраціях за толерантність до гомосексуалів — гей-параду у Варшаві та Christopher Street Day у Дрездені.
У 2023 р. Клаудія Рот виступила проти того, щоб бойкотувати російську культуру на тлі повномасштабного наступу Росії на Україну